# Ondřej Studénka
Ondřej Studénka (* 7. listopadu 1985 Vnorovy) je český divadelní a televizní herec.

## Život
Ondřej Studénka se narodil ve Vnorovech na Hodonínsku, kde se od dětství věnoval sportu (hrál fotbal) a folklornímu tanci. Absolvoval gymnázium v Kroměříži.
Při studiu učitelství se specializací fitness na Fakultě sportovních studií Masarykovy univerzity v Brně (FSpS MU) působil 6 let v profesionální části Vojenského uměleckého souboru Ondráš. V roce 2009 obhájil bakalářskou práci na téma „Specifika sportovního tréninku ve vojenském uměleckém souboru Ondráš“ a v roce 2011 magisterskou práci na téma „Komparace koordinačních schopností u tanečníků lidového tance“.
Poté vystudoval muzikálové herectví na Divadelní fakultě Janáčkovy akademie múzických umění v Brně (JAMU), přičemž první dva roky studoval současně s magisterským studiem FSpS MU. Absolvoval v ročníku 2012/2013 mimo jiné účinkováním v muzikálech Taneční maraton na Steel Peer či Footloose / Tanec není zločin v Divadle na Orlí. Odtud se přesunul do angažmá Městského divadla Brno (MdB), kde začínal v alternaci s Alešem Slaninou jako Rozumbrad v muzikálu Kočky.
Od podzimu 2020 začal účinkovat v televizním seriálu Ulice v roli učitele Prokopa Junka, v níž působil také v následující sezóně.
Žije s manželkou, herečkou Evelínou Studénkovou, s níž se poznal v MdB, nedaleko Brna a vychovávají spolu tři děti, z nichž nejstarší je syn Antonín z manželčina prvního svazku, dále pak Kryštof a Anna. Mezi jeho záliby patří sport, fotbal, tenis a jízda na kole.

## Kariéra

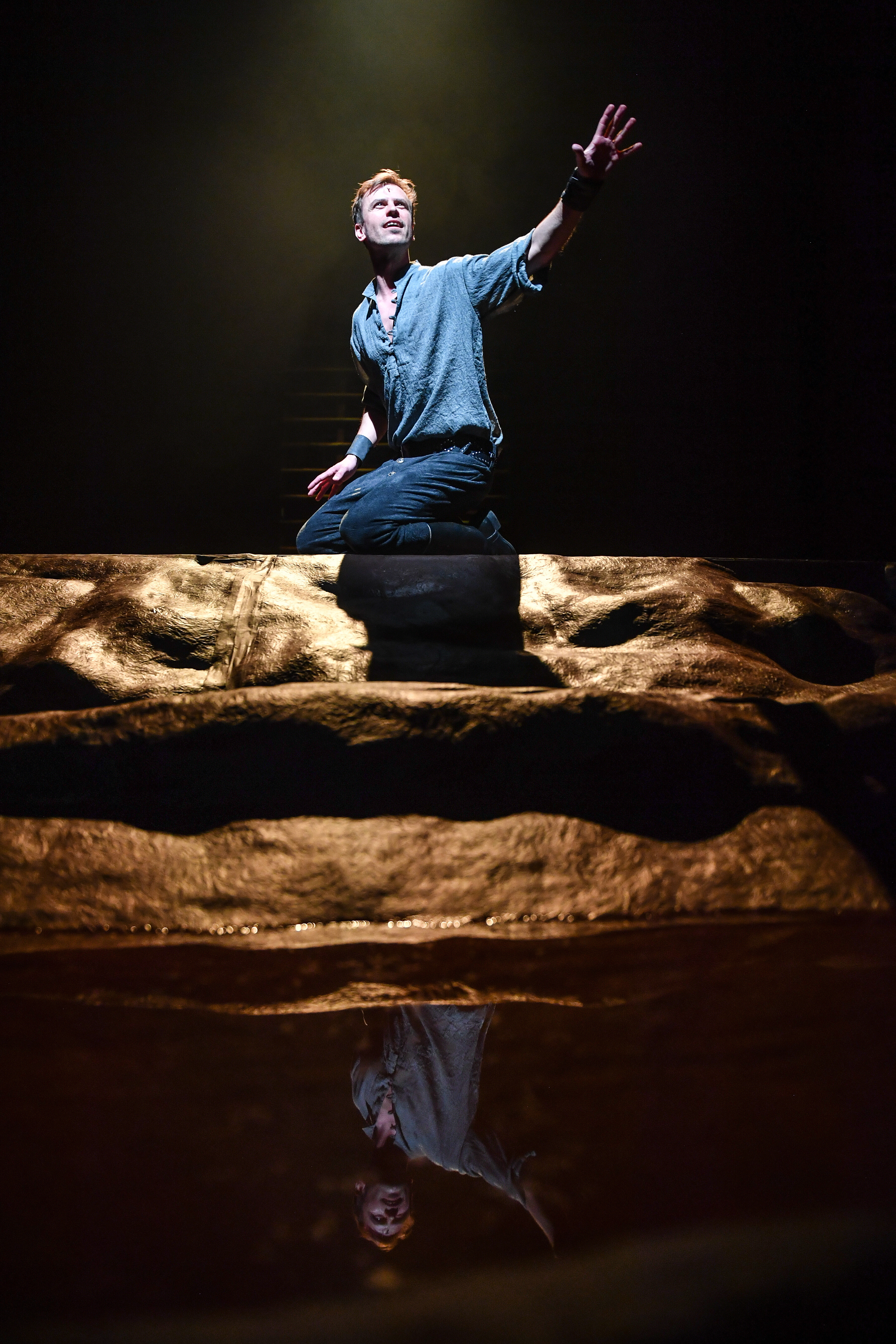
V muzikálu Devět křížů

### Divadelní role (výběr)
- Flashdance (2013, muzikál) – Nick Hurley
- Duch (2014, muzikál) – Carl
- O myších a lidech (2017, činohra) – George
- Tři mušketýři (2018, muzikál) – Aramis
- Monty Python's Spamalot (2018, muzikál) – Sir Lancelot
- Horečka sobotní noci (2018, muzikál) – Double J.
- Světáci (2021, činohra) – Hovorka
- Jane Eyrová (2021, muzikál) – St. John Rivers
- Devět křížů (2022, muzikál) – Luka Frane[12]
- Velký Gatsby (2023, činohra) – George Wilson
- Matilda (2023, muzikál) – dvojrole Doktora a Sergeje

### Seriálové role
- Ulice (2020–) – Prokop Junek
- Případy 1. oddělení
- Modrý kód
- Specialisté
- Múzárium aneb Všechny múzy světa